# كوماموناسية سمادية
كوماموناسية سمادية (الاسم العلمي: Comamonas composti) هي نوع من البكتيريا، سلبية الغرام، تتبع جنس الكوماموناسية.